# Cotis II
Cotis II (en griego antiguo: Κότυς) fue, posiblemente, rey del Reino odrisio de Tracia que quizá fue hijo de Seutes III. Se conoce únicamente por una inscripción fechada en 331/330 a. C.